# Ronde Barber
Jamael Orondé Barber, detto Rondé (Roanoke, 7 aprile 1975), è un ex giocatore di football americano statunitense che ha giocato nel ruolo di cornerback per tutta la carriera con i Tampa Bay Buccaneers nella National Football League (NFL). Fu scelto nel corso del terzo giro (66º assoluto) del Draft NFL 1997 dai Buccaneers. Al college ha giocato a football all’Università della Virginia venendo premiato tre volte come All-American. Nel 2023 è stato introdotto nella Pro Football Hall of Fame.

## Carriera

### Tampa Bay Buccaneers
Barber fu scelto nel corso del terzo giro dei Draft 1997 dai Tampa Bay Buccaneers. Suo fratello Tiki fu scelto nello stesso anno, un turno prima di Ronde, dai New York Giants. Nella sua prima stagione coi Bucs, Barber non riuscì a giocare molto, disputando una partita nella stagione regolare del 1997 e giocando come nickel back nei playoffs. Ad ogni modo, Barber fece una buona impressione all'allora capo-allenatore dei Bucs Tony Dungy e nella sua seconda stagione partì nove volte come titolare, facendo registrare 81 tackle, 3 sack e 2 intercetti. Il 25 novembre 2007, Barber superò il record di franchigia di Donnie Abraham per intercetti con la maglia dei Buccaneers rubando il suo 32º passaggio contro i Washington Redskins. Al momento del ritiro era il giocatore da più tempo con la squadra e il leader tra tutti i giocatori attivi per partite come titolare (esclusi i kicker) ed è alla pari con London Fletcher per gare consecutive disputate da un giocatore che non fosse un kicker.
Barber fu un giocatore chiave dei Tampa Bay Buccaneers nella loro corsa verso la vittoria del Super Bowl nel 2002. Mise in difficoltà molti quarterback, intercettando tra gli altri Brett Favre e Michael Vick. Barber mise a segno un memorabile ritorno da un intercetto per 92 yard in touchdown nella finale della NFC su Donovan McNabb e i Philadelphia Eagles. Ronde e i Bucs vinsero il Super Bowl XXXVII battendo per 48–21 gli Oakland Raiders.

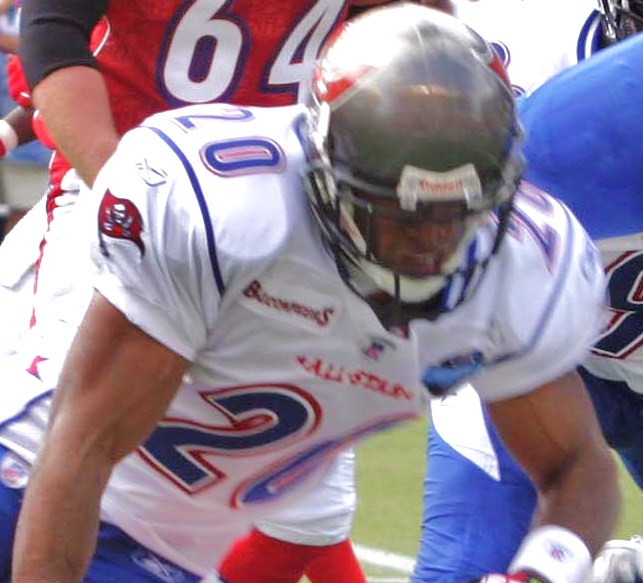
Barber al Pro Bowl 2006.

L'11 dicembre 2005, in una gara contro i Carolina Panthers, Barber divenne il primo cornerback nella storia della NFL a far registrare 20 intercetti e 20 sack in carriera. Divenne così il nono membro del "Club 20/20", insieme ai linebacker Jack Ham, Donnie Edwards, Seth Joyner, Wilber Marshall, William Thomas e Ray Lewis e le safety Rodney Harrison, Brian Dawkins e LeRoy Butler.
Sempre al momento del ritiro, Barber era il leader tra i giocatori attivi in touchdown difensivi segnati (8 su ritorni da intercetto, 4 su ritorni da fumble) e il terzo nella classifica di tutti i tempi: davanti a lui si trovavano solo Darren Sharper (11 su ritorno da intercetto, 2 su ritorno da fumble) e l'Hall of Famer Rod Woodson (12 da intercetto, 1 su ritorno da fumble). Barber ha inoltre segnato un touchdown su un punt bloccato, un tentativo di field goal bloccato e da ritorno su punt. In totale ha segnato 15 touchdown nella stagione regolare e uno nei playoff.
Il 31 ottobre del 2010, alla vigilia del Pro Bowl, Ronde fu annunciato come membro della formazione ideale della NFL degli anni 2000 nel ruolo di cornerback.
Il 21 novembre 2010 Barber divenne l'unico giocatore della storia della NFL a raggiungere quota 25 sack e 40 intercetti nella vittoria 21–0 sui San Francisco 49ers. Per l'occasione, la sua maglia e i guanti indossati nella partita furono donati alla Pro Football Hall of Fame a Canton.
Il 23 ottobre 2011, Barber forzò la sua prima safety in carriera.
Il 15 maggio 2012 Barber passò ufficialmente alla posizione di free safety. Nella gara di apertura della stagione 2012, Ronde fu ufficialmente celebrato dalla franchigia.
L'8 maggio 2013, Barber annunciò il suo ritiro dal football professionistico dopo 16 stagioni tutte trascorse coi Buccaneers.

## Palmarès

### Franchigia
- Super Bowl : 1

Tampa Bay Buccaneers: XXXVII
- National Football Conference Championship: 1

Tampa Bay Buccaneers: 2002

### Individuale
- Convocazioni al Pro Bowl: 5

2001, 2004, 2005, 2006, 2008
- First-Team All-Pro: 3

2001, 2004, 2005
- Second-Team All-Pro: 2

2002, 2006
- Leader della NFL in intercetti: 1

2001
- Formazione ideale della NFL degli anni 2000
- Pro Football Hall of Fame (classe del 2023)